# Abies mariesii

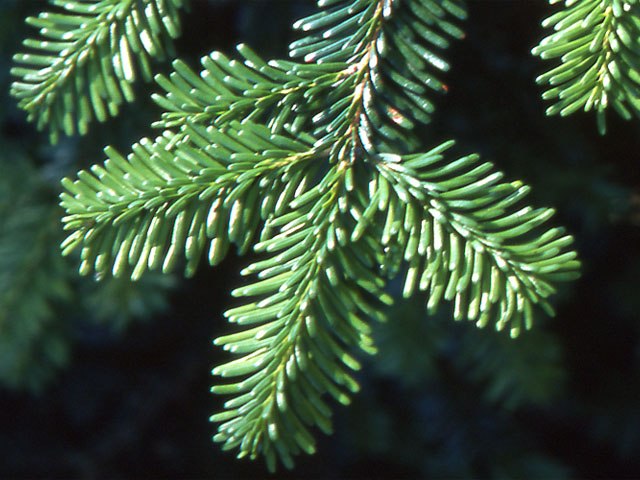
Maries' Fir leaves.

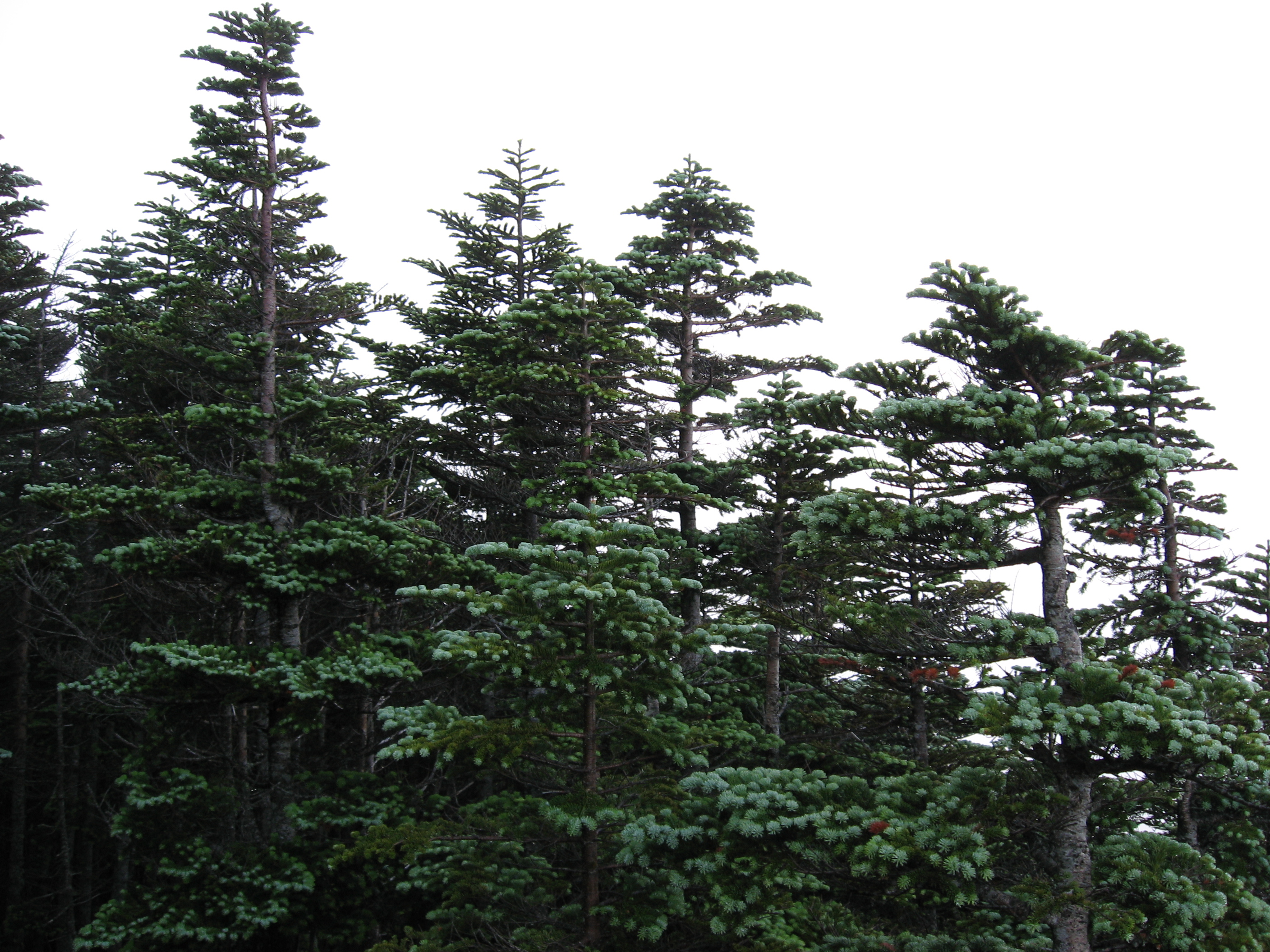
Abies lasiocarpa 28151.JPGVista de la planta

Abies mariesii (オオシラビソ o アオモリトドマツ Ō-shirabiso o Aomori-todomatsu?) el abeto de Maries es una especie de conífera nativa de las montañas de centro y norte de Honshū, Japón. Crece en altitudes de 750-1900 m en el norte de Honshū, y a 1800-2900 m en central Honshū, siempre en selvas lluviosas templadas con gran humedad en verano y nieve en invierno.

## Descripción
Es un árbol perenne de tamaño medio que alcanza los 15-30 m de altura con un tronco de 0.8 m de diámetro, más pequeños e incluso arbusto en línea arbolada. Las hojas en forma de aguja, tienen 1.5-2.5 cm de longitud y 2 mm de ancho, de color verde oscuro por arriba y con dos bandas blancas de estomas por abajo. Las piñas son de 5-11 cm de longitud y 3-4 cm de ancho de color púrpura-azul oscuro antes de madurar; Las semillas son lanzadas cuando los conos se desintegran a los 6 meses después de su polinización.

## Descubrimiento
El Abeto de Maries fue bautizado así en honor del recolector botánico inglés Charles Maries (1.851-1.902), quien llevó la especie a Gran Bretaña en 1.879. Según relata en el escrito "Hortus Veitchii", se encontraba en la ciudad de Aomori (Isla de Honshū, Japón) a la espera de poder embarcar hacia la población de Hadokate (Isla de Hokkaido). Maries observó una conífera que le era desconocida en un jardín. Averiguó que la especie era común en las montañas vecinas ( Hakkōda Mountains). Decidió reconocer el terreno y llegó a una altura de 1066 m. A partir de allí el bambú formaba una barrera infranqueable y se vio forzado a regresar a pesar de que a lo lejos veía claramente los árboles que le interesaban. Al día siguiente repitió la ascensión, esta vez por la cara norte, y consiguió llegar a un grupo de árboles de los cuales procedió a recoger semillas y piñas. El nombre (Abies mariesii) se lo impuso el médico y botánico Dr. Maxwell Tylden Masters.

## Taxonomía
Abies mariesii fue descrita por Maxwell Tylden Masters y publicado en The Gardeners' Chronicle & Agricultural Gazette 12: 788, f. 17,16. 1879.
Etimología
Abies: nombre genérico que viene del nombre latino de Abies alba.
mariesii: epíteto otorgado en honor del recolector de plantas inglés Charles Maries (1851-1902), quien introdujo la especie en Gran Bretaña en 1879. 
Sinonimia
- Abies mariesii f. hayachinensis Hayashi
- Pinus mariesii (Mast.) Voss[6][7]